# Stefan Feddern
Stefan Feddern (* 1981 in Kiel) ist ein deutscher Klassischer Philologe.

## Leben
Nach einem Studium in lateinischer und romanischer Philologie (Spanisch) sowie Philosophie an den Universitäten Kiel und Salamanca und einem anschließenden Studium der Gräzistik wurde Feddern 2010 in Kiel mit der Dissertation Die Suasorien des älteren Seneca. Einleitung, Text und Kommentar promoviert. Seit 2010 war Feddern Assistent am Lehrstuhl für Latinistik in Kiel, wo er sich 2016 mit einer Arbeit zum antiken Fiktionalitätsdiskurs habilitierte. 2019 wurde er zum Akademischen Rat auf Zeit ernannt. Seit Oktober 2020 ist er beurlaubt zur Durchführung eines von der Deutschen Forschungsgemeinschaft finanzierten Forschungsprojektes zum frühneuzeitlichen Fiktionalitätsdiskurs am Petrarca-Institut der Universität zu Köln.
Seine Forschungsschwerpunkte liegen in der antiken Rhetorik und Literaturtheorie, der Rezeption antiker Literatur und Ovids Exildichtung.

## Schriften (Auswahl)
- Die Suasorien des älteren Seneca. Einleitung, Text und Kommentar (= Göttinger Forum für Altertumswissenschaft. Beihefte, Neue Folge, Band 4). De Gruyter, Berlin/Boston 2013, ISBN 978-3-11-030624-8.
- Der antike Fiktionalitätsdiskurs (= Göttinger Forum für Altertumswissenschaft. Beihefte, Neue Folge, Band 8). De Gruyter, Berlin 2018, ISBN 978-3-11-055055-9.
- Elemente der antiken Erzähltheorie (= Narratologia. Band 74). De Gruyter, Berlin 2021, ISBN 978-3-11-072527-8.